# MRSA
MRSA er forkortelsen for methicillin-resistent Staphylococcus aureus, en bakterie, som forårsager forskelligartede infektioner, der er vanskelige at behandle. Disse resistente bakterier kaldes også oxacillin-resistente Staphylococcus aureus eller ORSA. MRSA er alle Staphylococcus aureus stammer, som igennem naturlig udvælgelse har udviklet resistens mod antibiotika af typen beta-lactam (penicillin, methicillin, dicloxacillin, nafcillin, oxacillin, m.fl.) der også inkluderer typen cephem (cephalosporiner). Stammer der er følsomme mod disse antibiotika kaldes methicillin-sensitive Staphylococcus aureus eller MSSA. MRSA-infektioner er farligere end MSSA-infektioner, da de er mere vanskelige at behandle.
MRSA er en risiko for patienter med åbne sår eller svækket immunforsvar. MRSA begyndte som hospitalsinfektioner men smitter fra dyr og inficerede miljøer og mellem mennesker fra raske smittebærere. I modsætning til mange andre lande er andelen af MRSA infektioner i forhold til alle Staphylococcus aureus infektioner meget lav i Danmark og det øvrige Scandinavien plus Holland.

## Antibiotikaresistens
Antibiotikaresistens er modstandsdygtighed (resistens) overfor antibiotika. Bakterier og andre organismer kan udvikle resistens overfor antibiotika, hvilket betyder, at antibiotika ikke længere påvirker dem. Det anslås, at der hvert eneste år dør over 25.000 europæere og 30.000 amerikanere som følge af infektioner med bakterier, der har udviklet resistens mod antibiotika som følge af overforbrug af antibiotika til både mennesker og dyr.

## MRSA i Danmark
Problemet med antibiotikaresistens er blevet diskuteret i Danmark specielt i relation til svine-MRSA og hospitalsinfektioner og ud fra ønsket om at nedbringe antibiotikaforbruget i landbruget. Antibiotikaresistens bliver stedse mere hyppigt forekommende, f.eks. er MRSA (T3702/CC5) en nyopdukket klon, der findes i Midt- og Vestjylland.
Man anslår at mellem 6.000 og 12.000 danskere i 2014 er smittet med svine-MRSA. Undersøgelsen i 2014 viser, at sandsynligheden for smitte er hele 13 gange så høj i kommuner med mange svin.
Fødevarestyrelsen foretog i 2014 en opgørelse over udbredelsen af MRSA i danske svinebesætninger ved at undersøge 278 svineproducenter, hvoraf man kun fandt at 86 af besætningerne var MRSA-frie. I begyndelsen af 2016 er listen blevet offentliggjort efter en højesteretsdom og fremlagt af to journalister. Forekomsten af MRSA i svinebesætningerne er steget fra 3,5% i 2008 til 90% i 2016.
Knap hver tredje pakke svinekød er i 2015 inficeret med svine-MRSA også kaldet CC398, men det udgør ikke nogen risiko for raske personer, men kan være farligt for ældre eller svækkede personer f.eks. på hospitaler og plejehjem.
Det er ikke kun svin og mennesker, der er smittet: en undersøgelse af 401 heste viste at 17 var smittet.